# 대한민국 헌법 제68조
대한민국 헌법 제68조는 대한민국 헌법의 대통령 선거에 관한 조항이다. 2항으로 구성되어 있다.

## 본문
① 대통령의 임기가 만료되는 때에는 임기만료 70일 내지 40일전에 후임자를 선거한다.

② 대통령이 궐위된 때 또는 대통령 당선자가 사망하거나 판결 기타의 사유로 그 자격을 상실한 때에는 60일이내에 후임자를 선거한다.

## 내용
대통령의 임기 만료시와 기타 부득이한 상황에서의 대통령 후임자 선거를 규정하고 있다. 현직 대통령의 임기가 만료되기 최소 40일 전에는 선거를 통해 후임자를 선출하여 대통령의 지위에 공백이 발생하지 않도록 규정하고 있다. 대통령이 궐위(사망이나 탄핵으로 파면이나 사임한 경우 등)된 때 또는 대통령 당선자가 사망하거나 판결 기타 사유로 자격을 상실할 경우를 대비한 규정이다. 제1항의 후임자는 후임자 선거를 통하여 당선된 자로 취임일로부터 새로이 5년의 임기가 개시되는 차기 대통령을 의미한다.

## 논란
대통령 당선자가 선거에서 당선되기 이전에 기소된 사건의 재판 여부를 두고 논란이 있자 더불어민주당이 '대통령 당선자 재판 중지법 '이라는 공직선거법 개정안을 발의한 가운데 헌법 제68조 'ᆢ판결 기타의 사유로 그 자격을 상실'한 때라는 내용을 자기 SNS에 게시한 한동훈으로 "대통령 당선되기 전에 기소된 재판을 계속 할 수 있다"는 주장으로 논란이 되었다. 대법원은 앞서 "개별 재판부가 판단할 문제"라고 했고 이후 각 재판부는 '추후 지정'으로 처리했다.

## 같이 보기
- 대한민국 헌법 제4장
- 대한민국의 대통령 선거